# Prva srpska televizija
Das Erste serbische Fernsehen (serbisch: Prva srpska televizija/Прва српска телевизија, kurz: Prva/Прва) ist ein serbischsprachiger Privatfernsehsender, der am 20. September 2010 seinen Sendebetrieb aufnahm. Er ist der Nachfolger der Fox Televizija. Die Prva ist der erste Fernsehsender in Serbien, der im Bildformat 16:9 sendet, während die öffentlich-rechtlichen Sender im 16:9-Letterbox-Format senden.

## Sendestart
Fox hat sich am 20. September 2010 um 18:00 Uhr ins erste serbische Fernsehen verwandelt. Die Ausstrahlung begann mit der Hymne des ersten serbischen Fernsehens von Marija Šerifović. Nach der Hymne begann die Tagesschau aus dem gleichen Fernsehstudio, aus dem auch Fox sendete, wobei das Studio umgestaltet wurde. Nach der Tagesschau wurde erstmals Jasne Jovanovićs Sendung Eksklusiv ausgestrahlt, gefolgt von der Reality-TV-Show Dođi na večeru.

## Programm
Prva bietet ein Vollprogramm mit Nachrichtensendungen, (eigenproduzierten) Unterhaltungssendungen, Serien und Sportübertragungen an.

### Nachrichtensendungen und Magazine
| Serbischer Titel | Deutsche Übersetzung | Beschreibung                                       |
| ---------------- | -------------------- | -------------------------------------------------- |
| Vesti            | Tagesschau           | Tägliche Nachrichtensendung                        |
| Eksploziv        | Explosiv             | Magazinsendung, Ableger von Explosiv – Das Magazin |

### Unterhaltungssendungen
| Serbischer Titel                 | Deutsche Übersetzung        | Beschreibung                                                            |
| -------------------------------- | --------------------------- | ----------------------------------------------------------------------- |
| Eksklusiv                        | Exclusiv                    | Werktägliches Boulevardmagazin, Ableger von Exclusiv – Das Starmagazin  |
| Dođi na večeru                   | Komm zum Abendessen         |                                                                         |
| Želite li da postanete milioner? | Wer wird Millionär?         | Quizshow, Ableger von Who Wants to Be a Millionaire?                    |
| Paklena kuhinja                  | Der Restauranttester        | Doku-Soap, Adaption des englischen Formats Ramsay’s Kitchen Nightmares. |
| Fajront republika                | Republik Feierabend         | Talkshow                                                                |
| Veče sa Ivanom Ivanovićem        | Der Abend mit Ivan Ivanović | Late-Night-Show, vergleichbar mit TV total                              |
| Survajver                        | Survivor                    | Reality-Spielshow                                                       |
| Izađi na crtu                    |                             | Serbische Adaption von Schlag den Raab                                  |

### Ausländische Sendungen
| Serbischer Titel       | Wortwörtliche Übersetzung        |                    | Beschreibung                | Original                                |
| ---------------------- | -------------------------------- | ------------------ | --------------------------- | --------------------------------------- |
| Hiljadu i jedna noć    | Tausend und eine Nacht           | Turkei             | türkische Drama-Serie       | Binbir Gece                             |
| Sve za ljubav          | Alles für die Liebe              | Deutschland        | deutsche Telenovela         | Verliebt in Berlin                      |
| Cena sreće             | Der Preis des Glücks             | Kolumbien          | kolumbianische Telenovela   | Niños Ricos, Pobres Padres              |
| Opasne igre            | Gefährliche Spiele               | Vereinigte Staaten | US-amerikanische Telenovela | Perro amor                              |
| Largo                  | Largo Winch                      | Frankreich         |                             | Largo                                   |
| Seks i grad            | Sex and the City                 | Vereinigte Staaten | US-amerikanische Sitcom     | Sex and the City                        |
| Čari                   | Zauberhaft                       | Vereinigte Staaten | US-amerikanische Serie      | Charmed – Zauberhafte Hexen             |
| Gumuš                  | Gumusch                          | Turkei             | türkisches Melodram         | Gümüş                                   |
| Zločini iz prošlosti   | Die Verbrechen der Vergangenheit | Vereinigte Staaten | US-amerikanische Krimiserie | Cold Case – Kein Opfer ist je vergessen |
| Tri Hil                | Tree Hill                        | Vereinigte Staaten | US-amerikanische Serie      | One Tree Hill                           |
| Larin izbor            | Laras Entscheidung               | Kroatien           | kroatische Serie            | Larin izbor                             |
| Budva na pjenu od mora | Budva auf dem Schaum des Meeres  | Montenegro         | montenegrinische Serie      | Budva na pjenu od mora                  |

### Sportübertragungen
- Formel 1
- Heimspiele des FK Roter Stern Belgrad